# Bimoba (Volk)
Die Bimoba sind ein Volk in Ghana, das auch Moar, Moor selten Moba genannt wird. 
Ihre Muttersprache ist das Bimoba.
Die Moba werden in Togo mit einer Ethniengröße von ca. 189.400 auch als eigenes Volk angegeben, das jedoch große Gemeinsamkeiten mit den Bimoba aufweist. Die Verwendung des Begriffs Moba gemeinsam für die Bimoba in Ghana und die Moba in Togo kommt vor. Beide Völker gehören zur Gurma-Sprachengruppe. In Ghana leben etwa 125.000 Volksangehörige der Bimoba.